# Попов, Назар Анатольевич
Наза́р Анато́льевич Попо́в (укр. Назар Анатолійович Попов; 18 января 2006, Украина) — украинский футболист, нападающий клуба «Кривбасс».

## Клубная карьера
С 2020 по 2022 год Назар Попов играл за одесский клуб «Пальмира» в ДЮФЛУ. В июле 2023 года присоединился к «Кривбассу», где сначала выступал за юношескую команду. 24 ноября 2024 года впервые попал в заявку основной команды на матч Премьер-лиги Украины против киевской «Оболони», но остался на скамейке запасных. В декабре 2024 года отправился на зимние сборы с основной командой «Кривбасса».
В марте 2025 года подписал новый долгосрочный контракт с «Кривбассом». 13 марта 2025 года был отдан в аренду в «Ингулец» до конца сезона 2024/25. Дебютировал за «Ингулец» 16 марта 2025 года в домашнем матче 21-го тура Премьер-лиги Украины против одесского «Черноморца», выйдя на поле на 88-й минуте вместо Сергея Кисленко.